# Färöischer Fußballpokal 2009
Der Färöische Fußballpokal 2009, ebenfalls bekannt als Løgmanssteypið 2009, fand zwischen dem 28. März und 29. Juli 2009 statt und wurde zum 55. Mal ausgespielt. Im Endspiel, welches im Gundadalur-Stadion in Tórshavn auf Kunstrasen ausgetragen wurde, siegte Víkingur Gøta mit 3:2 gegen Titelverteidiger EB/Streymur und konnte den Pokal somit zum ersten Mal gewinnen. Zudem nahm Víkingur Gøta dadurch an der 2. Qualifikationsrunde zur UEFA Europa League 2010/11 teil.
Víkingur Gøta und EB/Streymur belegten in der Meisterschaft die Plätze drei und zwei. Mit FC Hoyvík und TB Tvøroyri erreichten zwei Zweitligisten das Viertelfinale.

## Teilnehmer
Teilnahmeberechtigt waren alle 19 A-Mannschaften der vier färöischen Ligen bis auf Ravnur FC, die für diesen Wettbewerb nicht gemeldet hatten. Im Einzelnen nahmen folgende Mannschaften teil:
| Vodafonedeildin | 1. Deild                                                       | 2. Deild  | 3. Deild               |
| 07 Vestur AB Argir B36 Tórshavn B68 Toftir EB/Streymur HB Tórshavn ÍF Fuglafjørður KÍ Klaksvík NSÍ Runavík Víkingur Gøta | B71 Sandur FC Hoyvík MB Miðvágur Skála ÍF TB Tvøroyri VB/Sumba | Undrið FF | NÍF Nólsoy Royn Hvalba |

## Modus
Sämtliche Erstligisten sowie drei ausgeloste Zweitligisten waren für die 1. Runde gesetzt. Die verbliebenen Mannschaften spielten in einer Runde die restlichen drei Teilnehmer aus. Alle Runden wurden im K.-o.-System ausgetragen.

## Qualifikationsrunde
Die Partien der Qualifikationsrunde fanden am 28. und 30. März statt.
|             | Ergebnis  |            |
| ----------- | --------- | ---------- |
| Royn Hvalba | 1:2 (0:2) | Undrið FF  |
| TB Tvøroyri | 6:0 (1:0) | NÍF Nólsoy |
| MB Miðvágur | 4:1 (1:1) | Skála ÍF   |

## 1. Runde
Die Partien der 1. Runde fanden am 9. April statt.
|               | Ergebnis              |                 |
| ------------- | --------------------- | --------------- |
| AB Argir      | 3:2 (1:1)             | B68 Toftir      |
| B71 Sandur    | 0:1 (0:0)             | ÍF Fuglafjørður |
| FC Hoyvík     | 4:0 (1:0)             | Undrið FF       |
| HB Tórshavn   | 2:1 (1:1)             | NSÍ Runavík     |
| KÍ Klaksvík   | 0:3 (0:0)             | 07 Vestur       |
| TB Tvøroyri   | 0:0 n. V. (8:7 i. E.) | B36 Tórshavn    |
| VB/Sumba      | 0:4 (0:0)             | EB/Streymur     |
| Víkingur Gøta | 5:0 (3:0)             | MB Miðvágur     |

## Viertelfinale
Die Viertelfinalpartien fanden am 29. April statt.
|               | Ergebnis                         |                 |
| ------------- | -------------------------------- | --------------- |
| 07 Vestur     | 0:3 (0:2)                        | ÍF Fuglafjørður |
| EB/Streymur   | 1:0 (0:0)                        | FC Hoyvík       |
| TB Tvøroyri   | 1:1 n. V. (1:1, 0:0) (3:4 i. E.) | AB Argir        |
| Víkingur Gøta | 2:1 (1:0)                        | HB Tórshavn     |

## Halbfinale
Die Hinspiele im Halbfinale fanden am 13. Mai statt, die Rückspiele am 28. Mai.
|                 | Gesamt |               | Hinspiel  | Rückspiel |
| --------------- | ------ | ------------- | --------- | --------- |
| AB Argir        | 2:5    | EB/Streymur   | 1:1 (0:0) | 1:4 (0:1) |
| ÍF Fuglafjørður | 0:6    | Víkingur Gøta | 0:1 (0:0) | 0:5 (0:2) |

## Finale
| Paarung        | EB/Streymur – Víkingur Gøta |
| Ergebnis       | 2:3 (1:1) |
| Datum          | 29. Juli 2009 |
| Stadion        | Gundadalur, Tórshavn |
| Zuschauer      | 2.900 |
| Schiedsrichter | Páll Augustinussen (Vágur) |
| Tore           | 0:1 Hans Jørgen Djurhuus (7.) 1:1 Pauli G. Hansen (16.) 1:2 Andreas Lava Olsen (48.) 1:3 Finnur Justinussen (88.) 2:3 Arnbjørn T. Hansen (89.) |
| EB/Streymur    | Gunnar á Steig – Dánjal S. Davidsen, Leif Niclasen – Hans Pauli Samuelsen, Marni Djurhuus, Bárður Olsen, Pauli G. Hansen (71. Brian Olsen), Levi Hanssen (84. Pætur Dam Jacobsen) – Sorin Anghel , Arnbjørn T. Hansen, Gudmund Nielsen (52. Alex José dos Santos) Cheftrainer: Sigfríður S. Clementsen           |
| Víkingur Gøta  | Túri Géza Tamas – Hanus Jacobsen, Atli Gregersen, Hans Jørgen Djurhuus (71. Erling D. Jacobsen), Niclas Niclassen – Súni Olsen, Sølvi Vatnhamar (85. Símun Louis Jacobsen), Sverri Jacobsen – Andreas Lava Olsen (80. Áslakur R. Petersen), Zoltán Bükszegi, Finnur Justinussen Cheftrainer: Jógvan Martin Olsen |
| Gelbe Karten   | Dánjal S. Davidsen – Sverri Jacobsen, Niclas Niclassen, Hans Jørgin Djurhuus, Súni Olsen, Atli Gregersen, Finnur Justinussen |

## Torschützenliste
Bei gleicher Anzahl von Treffern sind die Spieler nach dem Nachnamen alphabetisch geordnet.
| Platz | Spieler              | Verein        | Tore |
| ----- | -------------------- | ------------- | ---- |
| 1     | Hans Jørgen Djurhuus | Víkingur Gøta | 03   |
| 1     | Arnbjørn T. Hansen   | EB/Streymur   | 03   |
| 1     | Finnur Justinussen   | Víkingur Gøta | 03   |
| 1     | Andreas Lava Olsen   | Víkingur Gøta | 03   |
| 5     | John Johansen        | MB Miðvágur   | 02   |
| 5     | Leif Niclasen        | EB/Streymur   | 02   |
| 5     | André Olsen          | B68 Toftir    | 02   |
| 5     | Hans Pauli Samuelsen | EB/Streymur   | 02   |
| 5     | Gilli Sørensen       | TB Tvøroyri   | 02   |
| 5     | Sølvi Vatnhamar      | Víkingur Gøta | 02   |